# Католическое харизматическое обновление
Католическое харизматическое обновление — движение внутри католической церкви, которое включает в себя аспекты как католической, так и харизматической практики. Отличительной чертой этого движения является то особое внимание, которое оно акцентирует на личных отношениях с Иисусом и проявлениях даров Святого Духа Возникнув в 1967 году, ныне это движение объединяет порядка 160 млн католиков-харизматов в 230 странах мира..

## Католическое Харизматическое Обновление сегодня
Харизматический элемент в католической церкви рассматривается, как возвращение силы Святого Духа, которая имелась у первых христиан. Некоторые «обновлённые» католические общины проводят служения исцелений и евангелизации, где, по их мнению, проявляются чудеса, исцеления и присутствие Святого Духа. Католики-харизматы рассматривают проявление даров Святого Духа как результат личных отношений с Иисусом Христом. Они учат, что следует обращаться непосредственно к Иисусу и исполнять то, что говорит Господь, а также пребывать в плодах Духа (Гал. 5:22-23).
Согласно данным 2013 года, Католическое Харизматическое Обновление насчитывает около 160 миллионов верующих в 230 странах мира. По наставлению Римско-католической церкви, члены католического харизматического обновления сотрудничают как с католическими, так и с некатолическими церковными общинами, с целью духовного экуменизма (сближения разных конфессий и их членов). Так, в католической церкви харизматический опыт крещения Святым Духом и практика харизм (или даров) Святого Духа некоторыми рассматривается как предназначенное Богом средство, призванное объединить все христианские деноминации в Единое Тело (Церковь).

### Золотой юбилей Католического Харизматического Обновления в 2017 году
В ответ на приглашение Папы Франциска, Католическое Харизматическое Обновление и католическое братство организовали совместное мероприятие в честь золотого юбилея Католического Харизматического обновления (в 2017 году этому движению исполнилось 50 лет). Мероприятие началось 31 мая 2017, праздник продолжался до Пятидесятнической мессы 4 июня. Регистрация на мероприятие проводилась с июня 2016 года.

## История движения
Харизматическое движение внутри католической церкви зародилось в католическом Дуквенском университете в городе Питтсбург (США, штат Пенсильвания). Весной 1966 года два профессора богословия, Ральф Кифер и Билл Стори, желая видеть личное и непосредственное участие Духа Святого в жизнедеятельности церкви (как, по их мнению, это изображено в Книге Деяний), принимают соглашение ежедневно молиться о большем излиянии Святого Духа в своих жизнях. В августе того же года они участвуют в съезде католического миссионерского движения Cursillo в городе Саут-Бенд, где организаторы встречи предлагают им к прочтению две популярные пятидесятнические книги — «Крест и нож» Дэвида Вилкерсона и «Они говорят на языках» Джона Шерилла. Обе книги повествуют об опыте того, что пятидесятнические авторы называли «крещения Святым Духом» и о благословениях, следующих из этим переживанием. Ознакомившись с этими трудами, Ральф Кифер и Билл Стори почувствовали неполноценность своей духовной жизни и нужду в переживании того «крещения Святым Духом». Поняв, за что именно им следует молиться Богу, они с новым воодушевлением изо дня в день просят Бога крестить их Духом Святым, и вскоре, желая получить больше разъяснений, они ищут контакта с пятидесятниками. Узнавая об этом, епископальный священник Уильям Льюис предлагает католическим профессорам посетить межконфессиональное харизматическое молитвенное собрание «Chapel Hill» («молитвенная гора») в доме пресвитерианки мисс Флоренс Додж. Получая приглашение на 13 января, четверо преподавателей Дуквенского университета — Ральф Кифер и его жена Бобби, Билл Стори и Патрик Буржуа — посещают молитвенное собрание с целью побольше разузнать из первых рук о переживании «личной Пятидесятницы».
В этот день, 13 января 1967 года, члены молитвенной группы предлагают католическим преподавателям совершить над ними молитву о принятии Святого Духа с возложением рук (по примеру Писания), однако никто из них не соглашается, так как для католических верующих оказывается чуждым представление о том, что на них могут возложить руки люди, которые не являются католиками и не имеют соответствующего духовного сана. Несмотря на то, что все четверо гостей отказались от возложения рук, профессор истории Ральф Кифер не желал смиряться с мыслью, что покинет собрание, так и не пережив крещения Святым Духом. Он сказал: «Я не уйду, пока не получу это».
Тогда члены молитвенной группы согласились молиться о духовном крещении Ральфа Кифера без возложения рук, однако внешнего признака крещения Святым Духом — говорения языками — за этим не последовало. В конечном итоге четверо католиков покинули встречу, так и не пережив ничего нового. Последующие дни Ральф Кифер и Патрик Буржуа провели в размышлении над состоявшейся встречей, будучи с одной стороны настороженными «нетрадиционностью» молитвенной группы, с другой стороны — впечатлёнными глубокой верой харизматических верующих и их буквальным толкованием Писания. Буржуа рассказывал, что он покинул первую встречу с осознанием того, что эти люди «попробовали на вкус нечто особенное из христианской жизни», и что всё это напомнило ему книгу «Крест и нож» Дэвида Вилкерсона. По словам Кифера, после встречи он испытал столкновение с неким психологическим барьером, но в конечном итоге перешагнул через него. Результатом продолжительных размышлений Ральфа Кифера и Патрика Буржуа становится то, что на следующей неделе они вдвоём наносят повторный визит на «молитвенную гору» в дом мисс Флоренс Додж, будучи на сей раз готовыми к тому, что на них возложат руки «рядовые» верующие из «чужих» деноминаций.
20 января 1967 года члены харизматической молитвенной группы, в ответ на просьбу католических верующих, возложили руки на каждого человека в отдельности с молитвой о принятии Святого Духа. Тогда наконец католические преподаватели пережили то, о чём, как они говорят, молились «весь год, каждый день». Оглядываясь на этот эпизод, Ральф Кифер вспоминает: «Они просто попросили меня совершить акт веры, чтобы сила Святого Духа работала во мне. Я молился на языках довольно быстро…. Я чувствовал некое умиротворение, в конце концов молитвенное умиротворение. И, по правде говоря, мне было любопытно, к чему это все приведёт. Я не мог понять, почему этот харизматичный феномен не встречается чаще, чем можно было бы ожидать. Кажется, что это и могло быть тем, что недоставало новозаветному христианству».
Вернувшись с харизматического собрания, «обновлённые» католики через возложение рук передают опыт крещения Святым Духом присутствовавшим на первой встрече Биллу Стори и Бобби Кифер, а затем и некоторым другим преподавателям Дуквенса. На тот момент предметом изучения в университете являлась Нагорная проповедь Иисуса Христа, однако, в связи с последними событиями, курс обучения был изменён, и студентам было поручено посвятить время молитве и изучению книги «Крест и нож» Дэвида Вилкерсона и первых четырёх глав Книги Деяний.
Спустя несколько недель, 17-19 февраля 1967 года, в истории католической церкви наступают дни, известные как «Дуквенские выходные». Известно, что 17 февраля около 25 студентов вместе с преподавателями уединяются для молитвы о сошествии Святого Духа. В субботу 18 февраля католических верующих навещает член харизматической группы «молитвенная гора» с проповедью на тему второй главы книги Деяний, и вечером того же дня студенты, независимо друг от друга, начали переживать крещение Святым Духом со знамением говорения на иных языках (позже также сообщалось о проявлении даров исцеления, пророчества и различения духов). В результате продолжающейся до конца выходных «Пятидесятницы», крещение Святым Духом пережили около 25 студентов Дуквенского университета, некоторые без возложения рук, другие — с возложением. Таким образом, именно в эти знаменитые «Дуквенские выходные» на свет родилось то, что известно сейчас как Католическое Харизматическое Обновление
Новости об этом событии распространялись со скоростью лесного пожара. Уже совсем скоро, 5 марта, из Дуквенского университета в Питтсбурге «пробуждение» было занесено в католический университет Нотр-Дам в городе Саут-бенд (штат Индиана), который поддерживал дружеские связи с Дуквенсом, а затем — в Мичиганский государственный университет. Из этих очагов «огонь» стремительно начал распространяться по разным штатам Америки и в Канаде. Спустя пять лет в США было зарегистрировано более пятисот католических харизматических молитвенных групп. В них присутствовали многие священники и члены монашеских орденов — иезуиты и францисканцы. Центром католиков-харизматов становится Нотр-Дам. В нём начинают ежегодно проходить встречи движения за харизматическое обновление Римско-католической Церкви. Так харизматическое движение зародилось и в среде римско-католической церкви.

## Реакция со стороны церковной иерархии
Первоначальная реакция на движение со стороны церковной иерархии была настороженной и, в то же время, благосклонной. Некоторые первоначально поддерживали харизматическое движение, как предвестие экуменизма (духовного единства разных конфессий и их членов). Считалось, что харизматическая практика сблизит католические и протестантские общины друг с другом. Сегодня харизматическое движение в католической церкви пользуется поддержкой большинства в церковной иерархии, от Папы до епископов епархий в разных странах мира, как признанное церковное движение.
Католическое харизматическое обновление было признано четырьмя разными папами: Папа Павел VI, папа Иоанн Павел II, Бенедикт XVI, и Франциск. На четвёртой международной встрече католиков-харизматов, проходившей в мае 1981 года, папа Павел VI заявил: «Мы радуемся вместе с вами… возрождению духовной жизни, которая проявляется сегодня в Церкви в различной форме и различной среде». Следующий Папа, Иоанн Павел II, выразился: «В настоящий момент истории Христианства Харизматическое Обновление может сыграть значительную роль в продвижении необходимой защиты христианской жизни, в обществах, в которых секуляризм и материализм ослабили способность людей отвечать Святому Духу и узнавать любящий призыв Бога. Ваш вклад в повторную евангелизацию общества будет производиться, во-первых, личным свидетельством Духа, живущего внутри вас, а также путем демонстрации Его присутствия через дела святости и солидарности. … Что является более эффективным способом для привлечения тех, кто потерял духовную тягу к этой истине, которая одна может утолить жажду человеческого сердца, чем живой пример горячих Христиан?».
В 2008 году на встрече с католиками-харизматами Папа Бенедикт XVI сказал: «Ваши размышления о центральном месте Христа в проповеди и о важности „Харизм в жизни поместной церкви“ со ссылкой на теологию Павла, в Новом Завете и в опыте Харизматического Обновления очень интересны. То, что мы узнаем из Нового Завета о харизмах, которые появлялись как видимые знаки прихода Святого Духа, не является историческим событием, оставшимся в прошлом, а вечно живой реальностью. Это тот же Божественный Дух, душа Церкви, который действует в каждое время, и эти таинственные и эффективные вмешательства Святого Духа провиденциально проявляются в наши дни. Движения и Новые Общины подобны прорыву Святого Духа в Церкви и в современном обществе. Мы можем, таким образом, с полным правом сказать, что одним из положительных аспектов общин Католического Харизматического Обновления является именно акцент, который они делают на харизмах или дарах Святого Духа, и их заслуга заключается в том, что они напомнили Церкви об актуальности этих даров».